# رایان میسون
رایان میسون (انگلیسی: Ryan Mason؛ زادهٔ ۱۳ ژوئن ۱۹۹۱) بازیکن سابق و مربی فوتبال اهل انگلستان است.